# Cuhem
Cuhem (Nederlands: Kulem) is een dorp in de Franse gemeente Fléchin in het departement Pas-de-Calais. Cuhem ligt anderhalve kilometer ten noordwesten van het dorpscentrum van Fléchin.

## Geschiedenis
Oude vermeldingen van de plaats dateren uit de 11de eeuw als Culham en de 12de eeuw als Culhem.
Op het eind van het ancien régime werd Cuhem een gemeente. In 1822 werd de gemeente (168 inwoners in 1821) al opgeheven en samen met Boncourt aangehecht bij de gemeente Fléchin.

## Bezienswaardigheden
- De Église Saint-Jacques heeft 16de-eeuwse standbeelden van Sint-Nicolaas en Sint-Jacob, die in 1975 werden geklasseerd als monument historique.